# Francesc Herrera
|  | No s'ha de confondre amb Francisco Herrera. |

Francesc Herrera García (Viana, Navarra 1673 - Ciutat de Mallorca, 1733) fou un escultor i arquitecte navarrès establert a Mallorca.
Es va establir a Mallorca l'any 1697, convidat pel pare Josep Palou, provincial dels franciscans que el conegué a Menorca. Residia a la parròquia de Sant Miquel de la ciutat de Mallorca. L'any 1709 es casà amb Elisabet Oms i Abraham, filla del pintor Antoni Oms i Bestard. En segones núpcies es casà amb Joana Mateu Amer, filla d'un fuster de la ciutat. Va morir el 1733 i va ser enterrat a la Seu de Mallorca. Fill seu va ser l'escultor Gregori Herrera Mateu (Ciutat de Mallorca, segle xviii), pare al seu temps del pintor i escultor Francesc Herrera Ferragut (Palma, ?- 1778).

## Obra

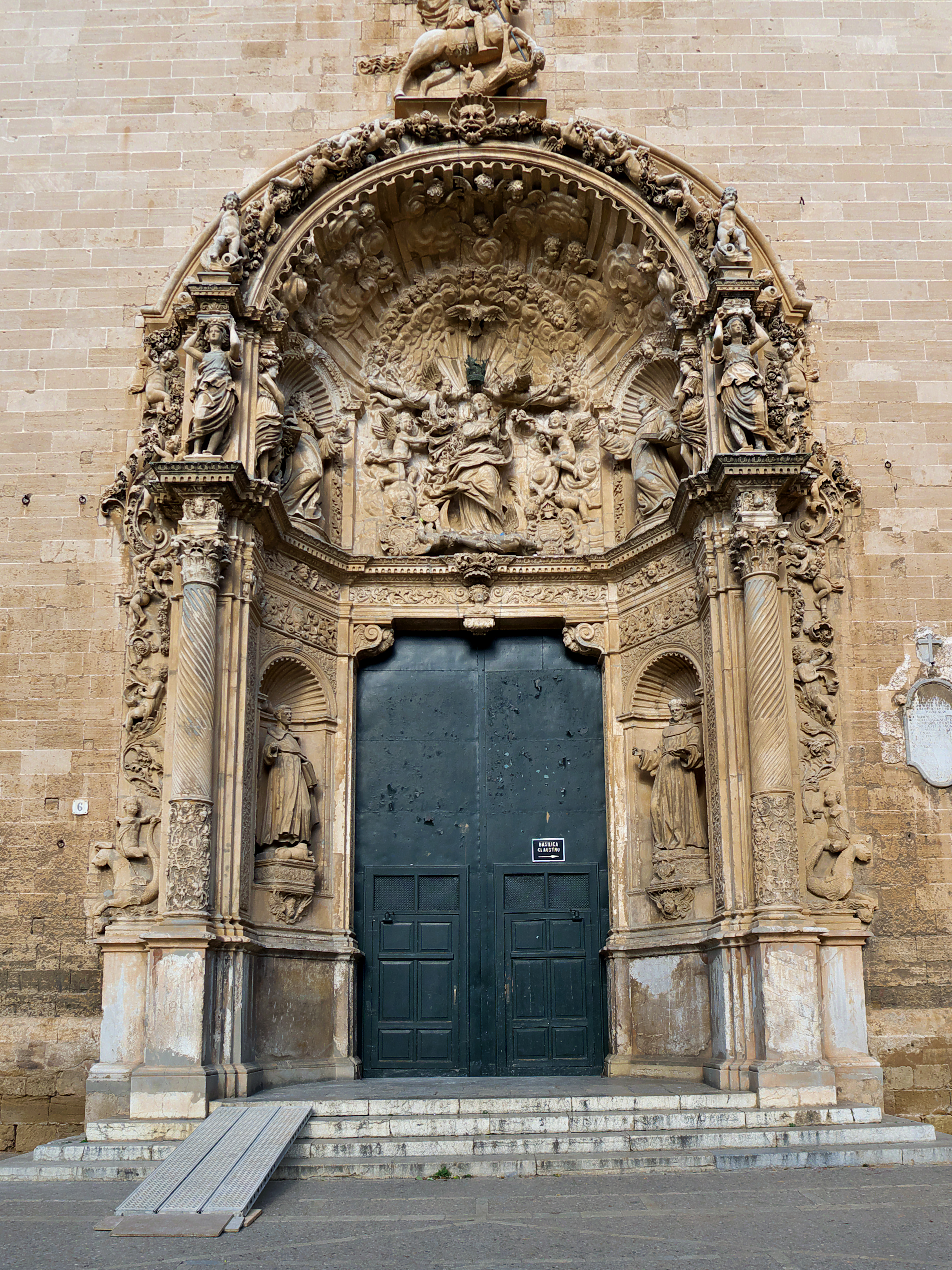
Portada principal de l'església de Sant Francesc de la ciutat de Mallorca

La primera obra documentada d'Herrera és el segon cos de la portada principal de l'església de Sant Francesc, de la ciutat de Mallorca, inacabada des de la mort de Jaume Blanquer Florit. Herrera s'ajustà a la primitiva tipologia absidal, aconseguint un conjunt unitari. Així i tot, va fer un tractament original de les figures, sobretot de la Immaculada central. L'escultor seguí treballant pels franciscans i el 1700 realitzà una Immaculada pel convent de Sant Bonaventura, de Llucmajor, tallada en fusta. Hom li ha atribuït el retaule de Sant Pere Regalat del convent de Ciutat (1711). Una talla seva en fusta de Sant Isidre es troba a l'església parroquial de Santa Maria del Camí.

## Treballs arquitectònics

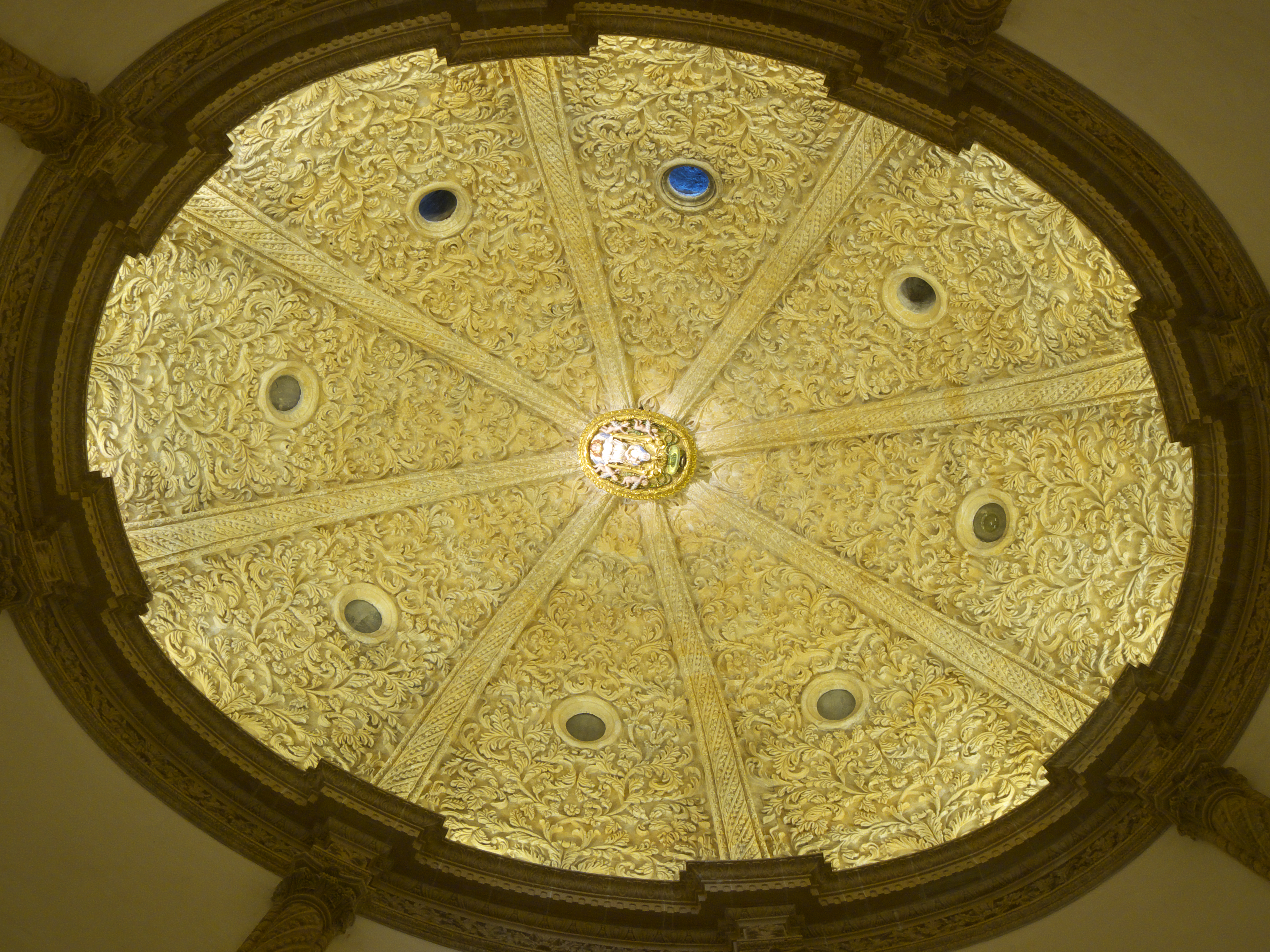
Cúpula el·líptica de la Sala Capitular de la Seu de Mallorca

Realitzà la capella de Sant Nicolau de Tolentí, a l'església del Bon Socors de Ciutat, beneïda el 1707. Una altra obra semblant és la sala capitular de la Seu de Mallorca, aixecada entre 1697 i 1701, de planta ovalada, amb molta ornamentació i un notable caràcter dinàmic i innovador.

## Els retaules
Els retaules constitueixen la seva producció més important. Ell en feia la traça del conjunt i treballava les figures principals. Obra seva és el segon cos (1709-1715) del retaule major de Santa Teresa de Ciutat. L'any 1712 Herrera cobrava el disseny del retaule de Sant Sebastià de la Seu. Més original és el retaule catedralici de Sant Antoni de Pàdua, realitzat entre 1716 i 1720, amb la més típica retòrica barroca. Herrera s'ocupà de l'estàtua del titular i del relleu de Santa Rosalia. També a la Seu, el retaule de Sant Martí de Tours es pot interpretar com una transacció entre el gust tradicional i les influències italianes sobre Herrera. Un quart retaule d'Herrera a la Seu, dedicat a Sant Bernat, va desaparèixer en un incendi l'any 1912.
Altres dos retaules seus són els que decoren els presbiteris de les esglésies de Sant Miquel i de Santa Catalina de Sena de la ciutat de Mallorca.